# Jamaal Williams
Jamaal Malik Williams (nacido el 3 de abril de 1995) es un running back de fútbol americano de los New Orleans Saints de la National Football League (NFL). Jugó fútbol americano universitario en BYU y fue seleccionado por los Green Bay Packers en la cuarta ronda del Draft de la NFL de 2017.

## Primeros años
Williams asistió a la escuela secundaria Summit en Fontana, California. Mientras estuvo allí, jugó fútbol americano en la escuela secundaria para los Sky Hawks. Se comprometió con la Universidad Brigham Young (BYU) para jugar fútbol americano universitario sobre una oferta de Boise State.

## Carrera universitaria
Williams jugó en BYU de 2012 a 2016.

### Temporada 2012
El 30 de agosto de 2012, Williams hizo su debut universitario con 15 yardas terrestres en la victoria sobre Washington State. El 15 de septiembre, contra Utah, consiguió su primer touchdown terrestre en la universidad. El 28 de septiembre, contra Hawai, consiguió 155 yardas y dos touchdowns por tierra. El 13 de octubre, contra Oregon State, agregó dos touchdowns terrestres más. El 27 de octubre, contra Georgia Tech, consiguió 107 yardas y tres touchdowns de carrera, más tres recepciones para 54 yardas y un touchdown por recepción. El 10 de noviembre, contra Idaho, consiguió 104 yardas y dos touchdowns de carrera. En total, terminó la temporada 2012 con 775 yardas por tierra, 12 touchdowns por tierra, 27 recepciones, 315 yardas por recepción y un touchdown por recepción.

### Temporada 2013
El 31 de agosto de 2013, en el partido de apertura de la temporada contra Virginia, Williams tuvo 144 yardas por tierra y 25 yardas por recepción. En el siguiente partido, consiguió 182 yardas terrestres en la victoria contra Texas. El 25 de octubre, contra Boise State, consiguió 107 yardas por tierra y 24 yardas por recepción. El 16 de noviembre, contra los Idaho State Bengals, tuvo 131 yardas y tres touchdowns terrestres. El 30 de noviembre, contra Nevada, tuvo 219 yardas y un touchdown por tierra. En total, en la temporada 2013, terminó con 1,233 yardas por tierra, siete touchdowns por tierra, 18 recepciones y 125 yardas por recepción.

### Temporada 2014
El 6 de septiembre de 2014, Williams acumuló 89 yardas por tierra y doce yardas por recepción en la victoria ante Texas. Cinco días después, contra Houston, acumuló 139 yardas y dos touchdowns terrestres. El 3 de octubre, contra Utah State, acumuló 102 yardas terrestres. Más tarde sufrió una lesión en la rodilla y estuvo fuera de juego por el resto de la temporada 2014. En su temporada abreviada, tuvo 518 yardas por tierra, cuatro touchdowns por tierra, ocho recepciones y 47 yardas por recepción.

### Temporada 2015
Williams no jugó en 2015 después de retirarse de la escuela.

### Temporada 2016
Williams comenzó su última temporada colegial con 163 yardas terrestres contra Arizona. El 24 de septiembre, contra West Virginia, acumuló 169 yardas y dos touchdowns terrestres. El 30 de septiembre, corrió para un récord escolar de 286 yardas y cinco touchdowns en 29 acarreos durante una victoria por 55-53 sobre Toledo. En el siguiente partido, contra Michigan State, tuvo 163 yardas y dos touchdowns terrestres. En su último partido universitario, fue nombrado MVP del Poinsettia Bowl 2016 después de correr para 210 yardas y un touchdown contra Wyoming. Esa temporada senior de camiseta roja, tuvo 1,375 yardas en 234 acarreos para 12 touchdowns, liderando la conferencia independiente en las tres categorías. Durante su carrera, corrió para un récord escolar de 3,901 yardas en 726 acarreos con 35 touchdowns.

### Estadísticas
| Jamaal Williams | Jamaal Williams | Corriendo | Corriendo | Corriendo | Corriendo | Recepción | Recepción | Recepción | Recepción |
| Estación        | GP              | att       | yardas    | Promedio  | TD        | Rec       | yardas    | Promedio  | TD        |
| --------------- | --------------- | --------- | --------- | --------- | --------- | --------- | --------- | --------- | --------- |
| 2012            | 13              | 166       | 775       | 4.7       | 12        | 27        | 315       | 11.7      | 1         |
| 2013            | 12              | 217       | 1,233     | 5.7       | 7         | 18        | 125       | 6.9       | 0         |
| 2014            | 8               | 109       | 518       | 4.8       | 4         | 8         | 47        | 5.9       | 0         |
| 2016            | 10              | 234       | 1,375     | 5.9       | 12        | 7         | 80        | 11.4      | 0         |
| Carrera         | 43              | 726       | 3,901     | 5.4       | 35        | 60        | 567       | 9.5       | 1         |

## Carrera profesional

### Green Bay Packers
Williams fue reclutado por los Green Bay Packers en la cuarta ronda con la selección general 134 en el Draft de la NFL de 2017. Fue el decimotercer corredor seleccionado en el draft de ese año. Firmó su contrato de novato el 1 de junio de 2017.
El 10 de septiembre de 2017, en su debut en la NFL, Williams hizo dos carreras para nueve yardas en la victoria por 17–9 sobre los Seattle Seahawks. En la Semana 9, contra los Detroit Lions, anotó el primer touchdown por tierra de su carrera. El 3 de diciembre, contra los Tampa Bay Buccaneers, consiguió 113 yardas y un touchdown por tierra. En total, terminó su temporada de novato con 556 yardas por tierra, cuatro touchdowns por tierra, 25 recepciones, 262 yardas por recepción y dos touchdowns por recepción.
En la temporada 2018, Williams registró 464 yardas terrestres, tres touchdowns terrestres y 27 recepciones para 210 yardas recibidas.
Durante una derrota de la Semana 4 ante los Philadelphia Eagles el 26 de septiembre de 2019, Williams sufrió una conmoción cerebral durante un golpe ilegal casco a casco del defensive end de los Eagles, Derek Barnett. Williams permaneció inmóvil en el césped durante varios minutos antes de que el personal médico lo evacuara del campo en una camilla. Fue transportado inmediatamente a un hospital local para su evaluación, y dado de alta al día siguiente. En el partido de la semana siguiente contra los Detroit Lions, Williams corrió 14 veces para 104 yardas y atrapó cuatro pases para 32 yardas y un touchdown en la victoria por 23-22. En la Semana 8 contra los Kansas City Chiefs, Williams corrió siete veces para 22 yardas y un touchdown y atrapó tres pases para 14 yardas y un touchdown en la victoria por 31-24. En general, registró 460 yardas por tierra y un touchdown por tierra junto con 39 recepciones para 253 yardas por recepción y cinco touchdowns por recepción.
Williams fue colocado en la lista de reserva/ COVID-19 por el equipo el 3 de noviembre de 2020 y activado seis días después. Williams terminó la temporada 2020 con 119 acarreos para 505 yardas terrestres y cuatro touchdowns terrestres junto con 31 recepciones para 236 yardas recibidas y un touchdown de recepción.

### Detroit Lions
El 19 de marzo de 2021, Williams firmó un contrato de dos años con los Detroit Lions. En el primer partido de la temporada regular de 2021 de los Lions, tuvo 110 yardas de scrimmage en la derrota 41-33 ante los San Francisco 49ers. El 25 de noviembre de 2021, Williams acarreó el balón por 585ª vez en su carrera, rompiendo el récord de la NFL que anteriormente tenía Phillip Lindsay de la mayor cantidad de acarreos sin perder el balón. Williams terminó la temporada 2021 con 153 acarreos para 601 yardas terrestres y tres touchdowns terrestres junto con 26 recepciones para 157 yardas recibidas.
En los primeros cuatro juegos de los Lions para comenzar la temporada 2022, Williams registró dos touchdowns terrestres en tres de los juegos. Con dos touchdowns por tierra en el juego final de la temporada regular, Williams estableció el récord de touchdown en una temporada de los Lions con 17, superando el récord anterior de 16 establecido por Barry Sanders en 1991. Terminó el año con récords personales en yardas (1,066), touchdowns (17) y acarreos (262) mientras jugaba en los 17 partidos para los Lions.

### New Orleans Saints
El 17 de marzo de 2023, Williams firmó un contrato de tres años con los New Orleans Saints.

## Vida personal
Williams tiene una hija llamada Kalea. Se describe a sí mismo como un "friki" del anime, los videojuegos y el cosplay. Entre sus gustos particulares destacan One Punch Man, Dragon Ball Z y Naruto. Después de un partido, el 1 de enero de 2023, Williams lució una diadema y una camiseta de Naruto mientras era entrevistado por los periodistas y dijo que quería ir a casa a jugar Pokémon Scarlet. Durante el partido de Sunday Night Football contra los Packers el 8 de enero de 2023, Williams usó una diadema diferente de Naruto y se presentó como "First Swagg Kazekage, líder de la aldea oculta de la guarida", una referencia al anime, lo que generó reacciones inmediatas en las redes sociales. En su presentación con los New Orleans Saints, el 17 de marzo de 2023, se presentó ante la prensa llevando un gorro del pokemon Eevee. 

## Estadísticas de carrera de la NFL
| Leyenda  | Leyenda                   |
| -------- | ------------------------- |
|          | Lideró la liga            |
| Atrevido | Lo más alto de su carrera |

### Temporada regular
| Año   | Equipo | Partidos  | Partidos | Carrera | Carrera | Carrera  | Carrera | Carrera | Recepción | Recepción | Recepción | Recepción | Recepción | Fumbles | Fumbles  |
| Año   | Equipo | GP        | GS       | att     | yardas  | Promedio | Lng     | TD      | Rec       | yardas    | Promedio  | Lng       | TD        | Fum     | Perdidos |
| ----- | ------ | --------- | -------- | ------- | ------- | -------- | ------- | ------- | --------- | --------- | --------- | --------- | --------- | ------- | -------- |
| 2017  | ES     | dieciséis | 7        | 153     | 556     | 3.6      | 25      | 4       | 25        | 262       | 10.5      | 54        | 2         | 0       | 0        |
| 2018  | ES     | dieciséis | 8        | 121     | 464     | 3.8      | 20      | 3       | 27        | 210       | 7.8       | 26        | 0         | 0       | 0        |
| 2019  | ES     | 14        | 2        | 107     | 460     | 4.3      | 45      | 1       | 39        | 253       | 6.5       | 17        | 5         | 0       | 0        |
| 2020  | ES     | 14        | 3        | 119     | 505     | 4.2      | 25      | 2       | 31        | 236       | 7.6       | 29        | 1         | 0       | 0        |
| 2021  | DET    | 13        | 11       | 153     | 601     | 3.9      | 20      | 3       | 26        | 157       | 6.0       | 15        | 0         | 1       | 0        |
| 2022  | DET    | 17        | 9        | 262     | 1,066   | 4.1      | 58      | 17      | 12        | 73        | 6.1       | 17        | 0         | 3       | 2        |
| Total | Total  | 90        | 40       | 915     | 3,652   | 4.0      | 58      | 30      | 160       | 1,191     | 7.4       | 54        | 8         | 4       | 2        |

### Postemporada
| Año   | Equipo | Partidos | Partidos | Carrera | Carrera | Carrera  | Carrera | Carrera | Recepción | Recepción | Recepción | Recepción | Recepción | Fumbles | Fumbles  |
| Año   | Equipo | GP       | GS       | att     | yardas  | Promedio | Lng     | TD      | Rec       | yardas    | Promedio  | Lng       | TD        | Fum     | Perdidos |
| ----- | ------ | -------- | -------- | ------- | ------- | -------- | ------- | ------- | --------- | --------- | --------- | --------- | --------- | ------- | -------- |
| 2019  | ES     | 2        | 0        | 4       | 9       | 2.3      | 4       | 0       | 3         | 10        | 3.3       | 9         | 0         | 0       | 0        |
| 2020  | ES     | 2        | 1        | 19      | 88      | 4.6      | 12      | 0       | 4         | 22        | 5.5       | 11        | 0         | 0       | 0        |
| Total | Total  | 4        | 1        | 23      | 97      | 4.2      | 12      | 0       | 7         | 32        | 4.6       | 11        | 0         | 0       | 0        |

## Premios y récords

### Premios de la NFL
- 2x Jugador de la semana de FedEx Ground – Semana 11, 2022[65] Semana 17, 2022[66]

### Récords de la franquicia de Detroit Lions
- Más touchdowns terrestres en una sola temporada: 17[67]
- Más touchdowns terrestres en los primeros 10 juegos de la temporada regular: 12 (20 de noviembre de 2022)[68]